# Akarotaxis
Akarotaxis is een monotypisch geslacht van straalvinnige vissen uit de familie van Antarctische draakvissen (Bathydraconidae).

## Soort
- Akarotaxis nudiceps (Waite, 1916)